# Os Três Grandes
Os Três Grandes é uma designação atribuída ao conjunto dos três clubes desportivos que sempre militaram na divisão principal de futebol em Portugal, e por isso com maior história a nível nacional e internacional, Futebol Clube do Porto, Sport Lisboa e Benfica e Sporting Clube de Portugal. Estes três clubes são, geralmente, os três primeiros classificados na Primeira Liga e com melhor historial nas provas internacionais sendo, em parte por este motivo, os clubes com mais adeptos e associados em Portugal.
Os Três Grandes, que possuem emblemas distintos tanto na simbologia animal como nas cores que os representam, possuem, entre si, uma grande rivalidade, cujos jogos entre si denominam-se "Clássicos". A emulação entre os três alastra-se também pelas várias modalidades, profissionais e amadores, praticadas pelos clubes.
Neste trio de rivalidade entre adeptos, foram surgindo termos e alcunhas populares que facilmente identificam qualquer um dos clubes. Assim, os adeptos do Benfica são conhecidos por "benfiquistas" ou "encarnados", mas pelos rivais são chamados de "lampiões". Aos "sportinguistas" ou "leões" do Sporting chamam de "lagartos". Já os do Porto, "portistas" ou "dragões" ou "tripeiros" (os da cidade do Porto) são apelidados de "andrades".

## Impacto na sociedade

### Apoio dos adeptos e assistências
Sendo os mais populares e os habituais vencedores da Primeira Liga (apenas Belenenses e Boavista conseguiram, por uma vez, ganhar a competição, em 1945/46 e 2000/01, respectivamente), Os Três Grandes atingem uma tal hegemonia que a grande maioria dos adeptos portugueses apoiam um deles, relegando a equipa local para segundo lugar.
Assim, Os Três Grandes têm a maior audiência média de público em cada temporada na Primeira Liga, enquanto que as outras equipas, sem o apoio da população local, têm sofrido com fracas assistências (com excepção do Vitória de Guimarães, a única outra equipa com uma assistência média superior à média de público da Primeira Liga), em parte devido ao monopólio dos Três Grandes.
A imprensa portuguesa, frequentemente acusada de não cumprir qualquer critério de igualdade para com os restantes clubes da Liga que são constantemente desprezados, é outro motivo muitas vezes apontado para a maioria da população portuguesa apoiar uma destas três equipas sediadas em Lisboa e no Porto em detrimento da equipa sediada na sua cidade ou região.
O problema resultante é de tal maneira grave que apesar das boas assistências nos jogos dos Três Grandes os restantes estádios estão cada vez mais vazios. É já uma constante na Primeira Liga haver um punhado de clubes que ano após ano apresentam uma percentagem de cerca de 30% de jogos realizados onde tiveram menos de 2 000 espectadores e 1/3 dos clubes com uma média inferior a esse valor.
Apesar de tudo, a assistência média de público presente nos estádios da Primeira Liga tem vindo a aumentar na segunda metade da década, com crescimentos superiores a 7% e 9% em 2015/16 e 2016/17, respetivamente. Isto deve-se ao aumento da audiência média de público nos estádios D. Afonso Henriques (Vitória de Guimarães), Municipal de Chaves (Chaves), Barreiros (Marítimo) e Bessa (Boavista) além da audiência média de público ter aumentado em mais de 15 000 pessoas no Estádio José Alvalade (Sporting) entre 2011 e 2018.

### Desenvolvimento de audiência
Dados presentes neste gráfico são de EFS Attendances e desde 2009/10 da Liga Portugal.

### Confrontos entre adeptos
A rivalidade intensa entre adeptos de clubes de futebol e, em particular, dos Três Grandes manifesta-se em diversos confrontos e afrontas violentas de parte a parte. Por vezes, membros de claques como No Name Boys, Super Dragões e Juventude Leonina envolvem-se em actos de vandalismo e de confronto uns com os outros.

## Hegemonia no futebol
Ao longo do tempo podem identificar-se vários períodos de maior dominância por parte de um dos Três Grandes assim como momentos de um maior equilíbrio.

### 1921–1938: Equilíbrio entre os Três Grandes
Antes do Campeonato da Liga da Primeira Divisão existir e passar a ser a competição mais importante do país, os clubes disputavam o Campeonato de Portugal, prova em que participavam os vencedores de cada Campeonato Distrital e que determinava o campeão nacional na altura (os vencedores desta competição já não contam como campeões nacionais). Esta prova era disputada com o sistema de eliminatórias e no futuro viria a ser substituída pela Taça de Portugal (no entanto, os títulos dos Campeonato de Portugal não contam como títulos da Taça de Portugal).
- Sporting CP ganhou 4 Campeonatos de Portugal.

- SL Benfica ganhou 3 Campeonatos de Portugal.

- FC Porto ganhou 4 Campeonatos de Portugal

Nas primeiras 4 épocas do Campeonato (com o nome Campeonato da Liga da Primeira Divisão, o FC Porto venceu 1 e o SL Benfica os outros 3. O Sporting CP teve o melhor marcador do Campeonato em três destas épocas.

### 1939–1958: Hegemonia do Sporting
O Sporting CP venceu o seu primeiro Campeonato (já com o nome Campeonato Nacional da Primeira Divisão) na época de 1940–41, depois do 2º lugar nas duas épocas anteriores. Obteve um total de 10 títulos durante o período de 1939 a 1958 (conseguindo o primeiro tricampeonato e o primeiro tetracampeonato, isto é 3 e 4 Campeonatos, respetivamente, ganhos em épocas consecutivas, da história do futebol português), tendo tido os seus anos dourados em meados do século XX. Durante este período, conseguiu ganhar 5 Taças de Portugal (foi o primeiro clube dos Três Grandes a ter conquistado a dobradinha, isto é ganhar o Campeonato e a Taça de Portugal na mesma época, na época 1940/41). No somatório dos dois primeiros períodos, o Sporting foi o maior vencedor entre os clubes de Portugal, só vindo a perder a hegemonia como maior vencedor do Campeonato Português  durante os anos 1970.
O SL Benfica ganhou 6 Campeonatos Nacionais da Primeira Divisão e 9 Taças de Portugal.
O FC Porto ganhou 3 Campeonatos Nacionais da Primeira Divisão e 2 Taças de Portugal.

### 1959–1977: Hegemonia do Benfica
O SL Benfica ganhou um total de 14 Campeonatos Nacionais da Primeira Divisão e 8 Taças de Portugal durante 18 anos de hegemonia. O clube venceu 2 Taça dos Clubes Campeões Europeus consecutivas em 1961 e 1962 (foi o único clube português a sagrar-se campeão europeu em duas épocas seguidas e o único a ter ganho esta competição por duas vezes, se for apenas contabilizado o formato antigo da atual Liga dos Campeões da UEFA).
O Sporting CP ganhou um total de 4 Campeonatos Nacionais da Primeira Divisão, 4 Taças de Portugal e 1 Taça Europeia dos Clubes Vencedores de Taças (foi o único clube português a ter ganho esta competição) em 1964.
O FC Porto não ganhou qualquer Campeonato Nacionais da Primeira Divisão e venceu duas Taça de Portugal.

### 1978–1984: Equilíbrio entre os Três Grandes
Entre 1978 e 1984 os Três Grandes revelaram grande equilíbrio, com o SL Benfica a ganhar três Campeonatos Nacionais, e Sporting CP e FC Porto a conquistarem dois Campeonatos cada. Na época de 1977/78 o FC Porto quebrou um jejum de 19 anos sem vencer o Campeonato Nacional.
O SL Benfica ganhou três Taças de Portugal e uma Supertaça; o Sporting CP ganhou duas Taças de Portugal, e o FC Porto uma Taça de Portugal e três Supertaças Cândido de Oliveira.

### 1985–1999: Hegemonia do FC Porto
O FC Porto ganhou um total de 11 Campeonatos Nacionais, 4 Taças de Portugal e 8 Supertaças.
O Benfica ganhou 4 Campeonatos Nacionais, 5 Taças de Portugal e 2 Supertaças.
O Sporting ganhou 1 Taça de Portugal e 2 Supertaças.
O FC Porto coroou este período com a conquista em 1986/87 da Taça dos Clubes Campeões Europeus, bem como da Taça Intercontinental e da Supertaça Europeia. Ao longo deste período o FC Porto conseguiu o único pentacampeonato (5 Campeonatos consecutivos) do Futebol Português. O Benfica conquistou um tri na Taça de Portugal (3 conquistas consecutivas). 
Em 1996-97 o FC Porto igualou o Sporting em conquistas do Campeonato Nacional e o ultrapassou no final da década, assumindo o segundo posto em número de títulos desde então.

### 2000–2005: Equilíbrio entre os Três Grandes
O FC Porto conquistou 2 Campeonatos Nacionais, 3 Taças de Portugal e 3 Supertaças.
O Sporting conquistou 2 Campeonatos Nacionais, 1 Taças de Portugal e 2 Supertaças.
O Benfica conquistou 1 Campeonato Nacional, 1 Taça de Portugal e 1 Supertaça.
De notar a inédita conquista do Campeonato Nacional pelo Boavista, quebrando em 2000/01 uma hegemonia de 55 anos dos Três Grandes.
A nível internacional o FC Porto conquistou a Taça UEFA em 2002/03 e a Liga dos Campeões da UEFA e a Taça Intercontinental em 2003/04. 

### 2006–2013: Hegemonia do FC Porto
O FC Porto ganhou um total de 7 Campeonatos Nacionais, 4 Taças de Portugal e 6 Supertaças.
o SL Benfica ganhou 1 Campeonato Nacional e 4 Taças da Liga.
Neste período o Sporting venceu 2 Taças de Portugal e 2 Supertaças.
A nível internacional o FC Porto conquistou a Liga Europa em 2010/11.

### 2014–2017: Hegemonia do Benfica
Desde 2014, em 6 temporadas disputadas, o Benfica conquistou 5 Campeonatos Nacionais, 2 Taças de Portugal, 3 Taças da Liga e 4 Supertaças Cândido de Oliveira. Nas 4 épocas decorridas de 2013/14 a 2016/17 o Benfica venceu 12 dos 16 troféus nacionais em disputa.
Ao vencer a Primeira Liga, a Taça de Portugal e a Taça da Liga na época 2013/14 o Benfica conseguiu o único triplete nacional do Futebol Português, a que juntou a Supertaça no mesmo ano conseguindo o pleno dos troféus nacionais em 2014, feito inédito em Portugal. Com a conquista do bicampeonato na época 2014/15 o Benfica quebrou a hegemonia do FC Porto e iniciou um novo ciclo no Futebol Português. Na época 2015/16 conquistou o tricampeonato. Finalmente em 2016/17 conquistou o seu primeiro tetracampeonato, sendo novamente reconhecida a hegemonia do Benfica no Futebol Português.

### 2018–presente: Equilíbrio entre os Três Grandes
Desde 2018, o FC Porto conquistou 3 Campeonatos Nacionais, 4 Taça de Portugal, 3 Supertaças e 1 Taça da Liga, o Sporting ganhou 3 Campeonatos Nacionais, 2 Taça de Portugal, 4 Taças da Liga e 1 Supertaça e o Benfica conquistou 2 Campeonatos Nacionais, 2 Supertaças e 1 Taça da Liga.

## Rivalidades

### Dérbi da Capital
O Sporting CP versus SL Benfica, normalmente chamado de Dérbi da Capital, por envolver os maiores dois clubes de Lisboa, é o principal dérbi da cidade de Lisboa. o Sporting CP vs. SL Benfica é o jogo mais frequente em finais nacionais, com vinte jogos a decidir dezassete títulos repartidos entre os dois, com nove triunfos para o SL Benfica e oito para o Sporting CP. Normalmente é um dos jogos mais vistos de toda a época no país.
O primeiro confronto entre Sporting CP e SL Benfica ocorreu em 1 de dezembro de 1907, com vitória do Sporting CP por 2 a 1.
A rivalidade teve origem em 1907, quando oito jogadores do SL Benfica mudaram para o Sporting CP em busca de melhores condições de trabalho. Esta rivalidade tomou dimensões mais sociais, com o dérbi a representar não só a rivalidade natural entre dois clubes da mesma cidade, mas também o estatuto pessoal e socioeconómico dos adeptos. O SL Benfica foi chamado de clube do povo durante largas década, tendo tido uma ligação aos estratos sociais mais baixos, enquanto o Sporting CP era visto como um clube mais elitista, embora seja transversal a todas as zonas do país.
Apesar destas diferenças se terem dissipado ao longo da história centenária dos dois clubes, com o elitismo do Sporting a ser excluído do clube, a diferença de origens continua a ser motivo de rivalidade entre os adeptos dos dois clubes.
Apesar do fraco desempenho do Sporting CP em anos anteriores ter atirado o FC Porto versus SL Benfica para o estatuto de jogo mais importante do futebol português, o Clássico dos Clássicos voltou a tomar novas proporções com a mudança de Jorge Jesus, antigo técnico encarnado, para Alvalade, incendiando a rivalidade que estava algo adormecida. Em final de contrato com o clube da Luz e pouco depois de ter assegurado o bicampeonato, o técnico acabou por assinar com o rival lisboeta. Em retaliação, o SL Benfica segurou André Carrillo, antigo jogador do Sporting CP.

### O Clássico
O FC Porto versus SL Benfica é o jogo mais importante do futebol português. Esta é uma das mais antigas rivalidades da história do futebol e um  dos maiores clássicos do mundo. A animosidade ou rivalidade desenvolvida a partir da primeira metade do século XIX entre as duas maiores cidades de Portugal, nascida com o desenvolvimento industrial e a nova influência política da cidade do Porto (sobretudo a partir do liberalismo), ou da "animosidade" na mesma cidade face à capital ou face ao poder central de Lisboa e mais tarde entre os seus clubes de futebol mais bem sucedidos, está enraizada na história política, cultural e desportiva do país, sobretudo do século XX.
Embora historicamente apenas o FC Porto tenha assumido uma representação "política" e "regional" (transcendendo a desportiva) da sua cidade sede, ambos os clubes têm hoje ampla dimensão nacional e internacional entre adeptos e sedes (casas) representativas em todas as regiões de Portugal e também entre as comunidades emigrantes.

### Dragões vs. Leões
O FC Porto versus Sporting CP é um dos mais importantes clássicos do futebol português. É o confronto do futebol português que mais vezes se disputou na Taça de Portugal e o segundo que mais se realizou no conjunto das provas nacionais.
Tal como o FC Porto versus SL Benfica, é geralmente visto como uma disputa entre o Norte e o Sul de Portugal.
A rivalidade entre leões e dragões começou na finalíssima do Campeonato de Portugal de 1922, em que o FC Porto venceu o Sporting CP por 3–1, dando assim o título ao clube azul e branco. A partir daí, os leões cortaram relações com os portistas, apesar da retoma de relações em 1924 onde dirigentes de ambos os clubes selaram a paz, com a disputa da Taça Soares Júnior, ganha pelo Sporting CP por 2 a 1. 
O confronto captou o imaginário nacional, tendo sido recordado no filme O Leão da Estrela, no qual um adepto leonino se faz passar por outra pessoa para poder ir ao Porto acompanhar de perto o Sporting dos Cinco Violinos numa época onde as competições do futebol português eram definidas entre as dois equipas.
Em anos recentes, a rivalidade tem aumentado devido ao corte de relações efetuado pelo antigo presidente do Sporting CP, Bruno de Carvalho, e pelo aumento do número de confrontos entre os dois. Só a época de 2017/18 presenciou cinco confrontos entre os dois repartidos pela Primeira Liga (2), pela Taça de Portugal (2) e pela Taça da Liga (1). Antigo goleador do Sporting CP entre 2014 e 2017, Islam Slimani, é apelidado de matador de dragões devido ao número elevado de golos que fez e de jogos que decidiu a favor dos leões frente ao FC Porto, com a rivalidade entre os dois clubes a ser mencionada aquando do confronto entre Leicester e FC Porto na Liga dos Campeões.

## Classificação dos Três Grandes (em tabela ordenável)

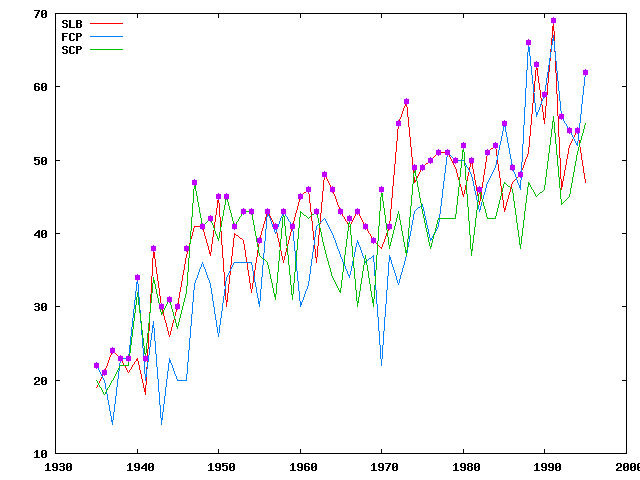
Pontos de SL Benfica, FC Porto e Sporting CP desde a época 1934/35 à época 1994/95. Durante este período uma vitória valia 2 pontos, um empate valia 1 ponto e uma derrota valia 0 pontos.

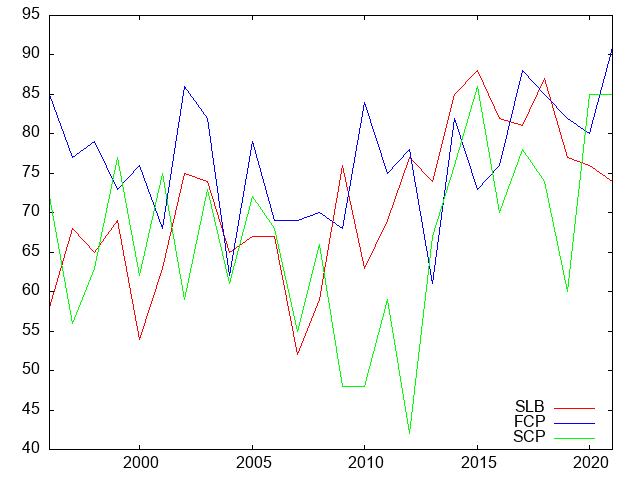
Pontos de SL Benfica, FC Porto e Sporting CP desde a época 1995/96, época a partir da qual uma vitória passou a valer 3 pontos, até à atualidade.

Desde a primeira época em 1934/35 até à atualidade que o vencedor do escalão principal do Campeonato tem sido regularmente o SL Benfica, o FC Porto ou o Sporting CP. Estes 3 clubes repartem 89 dos 91 títulos disputados. Os restantes dois títulos foram conquistados pelo Belenenses na época 1945/46, e pelo Boavista na época de 2000/01.
Ao todo foram somente onze os clubes que conseguiram um lugar no pódio no  Campeonato de Portugal. Desses destacam-se a Académica, o Vitória FC e o SC Braga que, para além dos cinco campeões, conseguiram alcançar o título de vice-campeão. As restantes equipas a conseguirem o pódio foram o Vitória SC, o Paços de Ferreira, o Atlético CP e o CUF Barreiro.
| Época   | SL Benfica | pts | FC Porto | pts | Sporting CP | pts |
| ------- | ---------- | --- | -------- | --- | ----------- | --- |
| 2024/25 | 2º         | 80  | 3º       | 71  | 1º          | 82  |
| 2023/24 | 2º         | 80  | 3º       | 72  | 1º          | 90  |
| 2022/23 | 1º         | 87  | 2º       | 85  | 4º          | 78  |
| 2021/22 | 3º         | 74  | 1º       | 91  | 2º          | 85  |
| 2020/21 | 3º         | 76  | 2º       | 80  | 1º          | 85  |
| 2019/20 | 2º         | 77  | 1º       | 82  | 4º          | 60  |
| 2018/19 | 1º         | 87  | 2º       | 85  | 3º          | 74  |
| 2017/18 | 2º         | 81  | 1º       | 88  | 3º          | 78  |
| 2016/17 | 1º         | 82  | 2º       | 76  | 3º          | 70  |
| 2015/16 | 1º         | 88  | 3º       | 73  | 2º          | 86  |
| 2014/15 | 1º         | 85  | 2º       | 82  | 3º          | 76  |
| 2013/14 | 1º         | 74  | 3º       | 61  | 2º          | 67  |
| 2012/13 | 2º         | 77  | 1º       | 78  | 7º          | 42  |
| 2011/12 | 2º         | 69  | 1º       | 75  | 4º          | 59  |
| 2010/11 | 2º         | 63  | 1º       | 84  | 3º          | 48  |
| 2009/10 | 1º         | 76  | 3º       | 68  | 4º          | 48  |
| 2008/09 | 3º         | 59  | 1º       | 70  | 2º          | 66  |
| 2007/08 | 4º         | 52  | 1º       | 69  | 2º          | 55  |
| 2006/07 | 3º         | 67  | 1º       | 69  | 2º          | 68  |
| 2005/06 | 3º         | 67  | 1º       | 79  | 2º          | 72  |
| 2004/05 | 1º         | 65  | 2º       | 62  | 3º          | 61  |
| 2003/04 | 2º         | 74  | 1º       | 82  | 3º          | 73  |
| 2002/03 | 2º         | 75  | 1º       | 86  | 3º          | 59  |
| 2001/02 | 4º         | 63  | 3º       | 68  | 1º          | 75  |
| 2000/01 | 6º         | 54  | 2º       | 76  | 3º          | 62  |
| 1999/00 | 3º         | 69  | 2º       | 73  | 1º          | 77  |
| 1998/99 | 3º         | 65  | 1º       | 79  | 4º          | 63  |
| 1997/98 | 2º         | 68  | 1º       | 77  | 4º          | 56  |
| 1996/97 | 3º         | 58  | 1º       | 85  | 2º          | 72  |
| 1995/96 | 2º         | 73  | 1º       | 84  | 3º          | 67  |
| 1994/95 | 3º         | 47  | 1º       | 62  | 2º          | 55  |
| 1993/94 | 1º         | 54  | 2º       | 52  | 3º          | 51  |
| 1992/93 | 2º         | 52  | 1º       | 54  | 3º          | 45  |
| 1991/92 | 2º         | 46  | 1º       | 56  | 4º          | 44  |
| 1990/91 | 1º         | 69  | 2º       | 67  | 3º          | 56  |
| 1989/90 | 2º         | 55  | 1º       | 59  | 3º          | 46  |
| 1988/89 | 1º         | 63  | 2º       | 56  | 4º          | 45  |
| 1987/88 | 2º         | 51  | 1º       | 66  | 4º          | 47  |
| 1986/87 | 1º         | 48  | 2º       | 46  | 4º          | 38  |
| 1985/86 | 2º         | 47  | 1º       | 49  | 3º          | 46  |
| 1984/85 | 3º         | 43  | 1º       | 55  | 2º          | 47  |
| 1983/84 | 1º         | 52  | 2º       | 49  | 3º          | 42  |
| 1982/83 | 1º         | 51  | 2º       | 47  | 3º          | 42  |
| 1981/82 | 2º         | 44  | 3º       | 43  | 1º          | 46  |
| 1980/81 | 1º         | 50  | 2º       | 48  | 3º          | 37  |
| 1979/80 | 3º         | 45  | 2º       | 50  | 1º          | 52  |
| 1978/79 | 2º         | 49  | 1º       | 50  | 3º          | 42  |
| 1977/78 | 2º         | 51  | 1º       | 51  | 3º          | 42  |
| 1976/77 | 1º         | 51  | 3º       | 41  | 2º          | 42  |
| 1975/76 | 1º         | 50  | 4º       | 39  | 5º          | 38  |
| 1974/75 | 1º         | 49  | 2º       | 44  | 3º          | 43  |
| 1973/74 | 2º         | 47  | 4º       | 43  | 1º          | 49  |
| 1972/73 | 1º         | 58  | 4º       | 37  | 5º          | 37  |
| 1971/72 | 1º         | 55  | 5º       | 33  | 3º          | 43  |
| 1970/71 | 1º         | 41  | 3º       | 37  | 2º          | 38  |
| 1969/70 | 2º         | 38  | 9º       | 22  | 1º          | 46  |
| 1968/69 | 1º         | 39  | 2º       | 37  | 5º          | 30  |
| 1967/68 | 1º         | 41  | 3º       | 36  | 2º          | 37  |
| 1966/67 | 1º         | 43  | 3º       | 39  | 4º          | 30  |
| 1965/66 | 2º         | 41  | 3º       | 34  | 1º          | 42  |
| 1964/65 | 1º         | 43  | 2º       | 37  | 5º          | 32  |
| 1963/64 | 1º         | 46  | 2º       | 40  | 3º          | 34  |
| 1962/63 | 1º         | 48  | 2º       | 42  | 3º          | 38  |
| 1961/62 | 3º         | 36  | 2º       | 41  | 1º          | 43  |
| 1960/61 | 1º         | 46  | 3º       | 33  | 2º          | 42  |
| 1959/60 | 1º         | 45  | 4º       | 30  | 2º          | 43  |
| 1958/59 | 2º         | 41  | 1º       | 41  | 4º          | 31  |
| 1957/58 | 3º         | 36  | 2º       | 43  | 1º          | 43  |
| 1956/57 | 1º         | 41  | 2º       | 40  | 4º          | 31  |
| 1955/56 | 2º         | 43  | 1º       | 43  | 4º          | 36  |
| 1954/55 | 1º         | 39  | 4º       | 30  | 3º          | 37  |
| 1953/54 | 3º         | 32  | 2º       | 36  | 1º          | 43  |
| 1952/53 | 2º         | 39  | 4º       | 36  | 1º          | 43  |
| 1951/52 | 2º         | 40  | 3º       | 36  | 1º          | 41  |
| 1950/51 | 3º         | 30  | 2º       | 34  | 1º          | 45  |
| 1949/50 | 1º         | 45  | 5º       | 26  | 2º          | 39  |
| 1948/49 | 2º         | 37  | 4º       | 33  | 1º          | 42  |
| 1947/48 | 2º         | 41  | 5º       | 36  | 1º          | 41  |
| 1946/47 | 2º         | 41  | 4º       | 33  | 1º          | 47  |
| 1945/46 | 2º         | 37  | 6º       | 20  | 3º          | 32  |
| 1944/45 | 1º         | 30  | 4º       | 20  | 2º          | 27  |
| 1943/44 | 2º         | 26  | 4º       | 23  | 1º          | 31  |
| 1942/43 | 1º         | 30  | 7º       | 14  | 2º          | 29  |
| 1941/42 | 1º         | 38  | 4º       | 28  | 2º          | 34  |
| 1940/41 | 4º         | 18  | 2º       | 20  | 1º          | 23  |
| 1939/40 | 4º         | 23  | 1º       | 34  | 2º          | 32  |
| 1938/39 | 3º         | 21  | 1º       | 23  | 2º          | 22  |
| 1937/38 | 1º         | 23  | 2º       | 23  | 3º          | 22  |
| 1936/37 | 1º         | 24  | 4º       | 14  | 3º          | 20  |
| 1935/36 | 1º         | 21  | 2º       | 20  | 3º          | 18  |
| 1934/35 | 3º         | 19  | 1º       | 22  | 2º          | 20  |

## Finais de competições da UEFA
Em todas as finais de competições da UEFA em que Portugal já houve a presença de um grande. Na verdade, apenas na final da Liga Europa de 2010/11 participou um clube que não é um dos Três Grandes, o Sporting de Braga, ainda que a tenha jogado contra o FC Porto.
Assim, Os Três Grandes já participaram em dezassete finais de competições da UEFA em conjunto.
O FC Porto é o clube Português mais bem sucedido ao nível internacional tendo ganho 7 das 11 finais que disputou. Participou em duas finais da Taça dos Clubes Campeões Europeus/Liga dos Campeões da UEFA (em 1987 e 2004), em duas finais da Taça UEFA/Liga Europa da UEFA (em 2003 e 2011), em três finais da Supertaça da UEFA (em 1987, 2003, 2004 e 2011) e em uma final da Taça dos Clubes Vencedores de Taças (em 1984).
O SL Benfica marcou presença em sete finais da Taça dos Clubes Campeões Europeus/Liga dos Campeões da UEFA (em 1961, 1962, 1963, 1965, 1968, 1988 e 1990) e em três finais da Taça UEFA/Liga Europa da UEFA (em 1983, 2013 e 2014).
O Sporting CP participou numa final da Taça dos Clubes Vencedores de Taças (em 1964) e em uma final da Taça UEFA (em 2005).
| Data               | Vencedor          |               | Resultado |          | Finalista Vencido | Competição                                   | Ref    |
| ------------------ | ----------------- | ------------- | --------- | -------- | ----------------- | -------------------------------------------- | ------ |
| 31 de maio de 1961 | SL Benfica        | Portugal      | 3–2       | Espanha  | FC Barcelona      | Taça dos Clubes Campeões Europeus            | [ 32 ] |
| 2 de maio de 1962  | SL Benfica        | Portugal      | 5–3       | Espanha  | Real Madrid       | Taça dos Clubes Campeões Europeus            | [ 33 ] |
| 22 de maio de 1963 | AC Milan          | Itália        | 2–1       | Portugal | SL Benfica        | Taça dos Clubes Campeões Europeus            | [ 34 ] |
| 15 de maio de 1964 | Sporting CP       | Portugal      | 1–0       | Hungria  | MTK Budapeste     | Taça Europeia dos Clubes Vencedores de Taças | [ 35 ] |
| 27 de maio de 1965 | Inter de Milão    | Itália        | 1–0       | Portugal | SL Benfica        | Taça dos Clubes Campeões Europeus            | [ 36 ] |
| 29 de maio de 1968 | Manchester United | Inglaterra    | 4–1       | Portugal | SL Benfica        | Taça dos Clubes Campeões Europeus            | [ 37 ] |
| 4 de maio de 1983  | Anderlecht        | Bélgica       | 1–0       | Portugal | SL Benfica        | Taça UEFA                                    | [ 38 ] |
| 4 de maio de 1983  | Juventus          | Itália        | 2–1       | Portugal | FC Porto          | Taça Europeia dos Clubes Vencedores de Taças | [ 39 ] |
| 27 de maio de 1987 | FC Porto          | Portugal      | 2–1       | Alemanha | Bayern de Munique | Taça dos Clubes Campeões Europeus            | [ 40 ] |
| 25 de maio de 1988 | PSV Eindhoven     | Países Baixos | 0–0 (6–5) | Portugal | SL Benfica        | Taça dos Clubes Campeões Europeus            | [ 41 ] |
| 27 de maio de 1990 | AC Milan          | Itália        | 1–0       | Portugal | SL Benfica        | Taça dos Clubes Campeões Europeus            | [ 42 ] |
| 21 de maio de 2003 | FC Porto          | Portugal      | 3–2       | Escócia  | Celtic            | Taça UEFA                                    | [ 43 ] |
| 26 de maio de 2004 | FC Porto          | Portugal      | 3–0       | Mónaco   | Mónaco            | Liga dos Campeões da UEFA                    | [ 44 ] |
| 18 de maio de 2005 | CSKA Moscovo      | Rússia        | 3–1       | Portugal | Sporting CP       | Taça UEFA                                    | [ 45 ] |
| 18 de maio de 2011 | FC Porto          | Portugal      | 1–0       | Portugal | SC Braga          | Liga Europa da UEFA                          | [ 46 ] |
| 15 de maio de 2013 | Chelsea FC        | Inglaterra    | 2–1       | Portugal | SL Benfica        | Liga Europa da UEFA                          | [ 47 ] |
| 14 de maio de 2014 | Sevilla           | Espanha       | 0–0 (4–2) | Portugal | SL Benfica        | Liga Europa da UEFA                          | [ 48 ] |

## Taça Intercontinental
| Data                   | Vencedor |          | Resultado |          | Equipa derrotada | Ref    |
| ---------------------- | -------- | -------- | --------- | -------- | ---------------- | ------ |
| 19 de setembro de 1961 | Peñarol  | Uruguai  | 2–1       | Portugal | SL Benfica       | [ 49 ] |
| 11 de outubro de 1962  | Santos   | Brasil   | 5–2       | Portugal | SL Benfica       | [ 50 ] |
| 13 de dezembro de 1987 | FC Porto | Portugal | 2–1       | Uruguai  | Peñarol          | [ 51 ] |
| 12 de dezembro de 2004 | FC Porto | Portugal | 0–0 (8–7) | Colômbia | Once Caldas      | [ 52 ] |

## Supertaça da UEFA
| Data                  | Vencedor     |          | Resultado |               | Equipa derrotada | Ref    |
| --------------------- | ------------ | -------- | --------- | ------------- | ---------------- | ------ |
| 13 de janeiro de 1988 | FC Porto     | Portugal | 1–0       | Países Baixos | Ajax             | [ 53 ] |
| 29 de agosto de 2003  | AC Milan     | Itália   | 1–0       | Portugal      | FC Porto         | [ 54 ] |
| 27 de agosto de 2004  | Valencia     | Espanha  | 2–1       | Portugal      | FC Porto         | [ 55 ] |
| 26 de agosto de 2011  | FC Barcelona | Espanha  | 2–0       | Portugal      | FC Porto         | [ 56 ] |

## Recordes especiais
O FC Porto conta com 86 títulos oficiais, é o único clube português a ter ganho tripletes continentais (Campeonato Nacional, Taça de Portugal e Taça UEFA/Liga Europa, em 2 ocasiões) e é também o clube português com mais títulos internacionais (7). Detém o recorde de Supertaças Cândido de Oliveira (24), de Ligas Europa (2), de Supertaças Europeias (1), de Taças Intercontinentais (2) e de Campeonatos de Portugal (4 no total, sendo este último recorde detido em conjunto com o Sporting). É o único clube português que venceu o campeonato nacional por cinco vezes seguidas, o chamado "Penta" (1994/95–1998/99).
O Benfica conta com 86 títulos oficiais, mais Campeonatos Nacionais (38), mais Taças de Portugal (26), mais Taças da Liga (8), o detentor do único triplete nacional (ganhar o Campeonato, a Taça de Portugal e a Taça da Liga na mesma temporada), o clube com mais dobradinhas (10), mais tricampeonatos (6), mais bicampeonatos (8) e mais presenças em finais de competições da UEFA (10), sendo o primeiro clube e o único clube a ter vencido 6 competições consecutivas (entre 2014 e 2015).
O Sporting é o clube com mais Campeonatos de Portugal (4 no total, recorde conjunto com o FC Porto), sendo o único clube português a conquistar a Taça das Taças e detendo no total 56 títulos oficiais. A sua campanha mais destacada na Taça dos Campeões Europeus foi quando chegou aos quartos de final na época de 1982/83.

## Lista de títulos oficiais
Apresentam-se os palmarés individuais oficiais dos Três Grandes segundo a UEFA, a FIFA, a Liga Portuguesa de Futebol Profissional e a Federação Portuguesa de Futebol. Esta lista inclui as grandes competições de carácter nacional organizadas pela Liga Portuguesa de Futebol Profissional e pela Federação Portuguesa de Futebol e as competições internacionais consideradas oficiais pela UEFA e pela FIFA.
Apesar de terem sido disputadas 45 edições da Supertaça as duas primeiras são consideradas oficiosas pela Federação Portuguesa de Futebol 

### Títulos do Benfica[59]
Competições Internacionais
- Liga dos Campeões da UEFA (2): 1961, 1962

Total internacional: 2
Competições nacionais
- Primeira Liga (38): 1936, 1937, 1938, 1942, 1943, 1945, 1950, 1955, 1957, 1960, 1961, 1963, 1964, 1965, 1967, 1968, 1969, 1971, 1972, 1973, 1975, 1976, 1977, 1981, 1983, 1984, 1987, 1989, 1991, 1994, 2005, 2010, 2014, 2015, 2016, 2017, 2019, 2023

- Taça de Portugal (26): 1940, 1943, 1944, 1949, 1951, 1952, 1953, 1955, 1957, 1959, 1962, 1964, 1969, 1970, 1972, 1980, 1981, 1983, 1985, 1986, 1987, 1993, 1996, 2004, 2014, 2017

- Campeonato de Portugal (3): 1930, 1931, 1935

- Taça da Liga (8): 2009, 2010, 2011, 2012, 2014, 2015, 2016, 2025

- Supertaça Cândido de Oliveira (10): 1980, 1985, 1989, 2005, 2014, 2016, 2017, 2019, 2023, 2025
- Taça Ribeiro dos Reis (3): 1964, 1966, 1971

Total nacional: 87 títulos
Total: 89 títulos (Atualizado: 31 de julho de 2025)

### Títulos do FC Porto[60]
Competições internacionais
- Liga dos Campeões da UEFA (2): 1987, 2004

- Liga Europa da UEFA (2): 2003, 2011

- Supertaça da UEFA (1): 1987

- Taça Intercontinental (2): 1987, 2004

Total internacional: 7
Competições nacionais
- Primeira Liga (30): 1935, 1939, 1940, 1956, 1959, 1978, 1979, 1985, 1986, 1988, 1990, 1992, 1993, 1995, 1996, 1997,  1998, 1999, 2003, 2004, 2006, 2007, 2008, 2009, 2011, 2012, 2013, 2018, 2020, 2022

- Taça de Portugal (20): 1956, 1958, 1968, 1977, 1984, 1988, 1991, 1994, 1998, 2000, 2001, 2003, 2006, 2009, 2010, 2011, 2020, 2022, 2024

- Campeonato de Portugal (4): 1922, 1925, 1932, 1937

- Supertaça Cândido de Oliveira (24): 1981, 1983, 1984, 1986, 1990, 1991, 1993, 1994, 1996, 1998, 1999, 2001, 2003, 2004, 2006, 2009, 2010, 2011, 2012, 2013, 2018, 2020, 2022, 2024
- Taça da Liga (1): 2023

Total nacional: 79 títulos
Total: 86 títulos

### Títulos do Sporting[61]
Competições Internacionais
- Taça dos Clubes Vencedores de Taças (1): 1964

Total internacional: 1 título
Competições nacionais
- Primeira Liga (21): 1941, 1944, 1947, 1948, 1949, 1951, 1952, 1953, 1954, 1958, 1962, 1966, 1970, 1974, 1980, 1982, 2000, 2002, 2021, 2024, 2025

- Taça de Portugal (18): 1941, 1945, 1946, 1948, 1954, 1963, 1971, 1973, 1974, 1978, 1982, 1995, 2002, 2007, 2008, 2015, 2019, 2025

- Campeonato de Portugal (4): 1923, 1934, 1936, 1938

- Supertaça Cândido de Oliveira (9): 1982, 1987, 1995, 2000, 2002, 2007, 2008, 2015, 2021

- Taça da Liga (4): 2018, 2019, 2021, 2022
- Taça Império (1): 1944

Total nacional: 57 títulos
Total: 58 títulos (Atualizado: 25 de maio de 2025)

## Factos sobre Os Três Grandes

### Jogadores e treinadores que pertenceram aos Três Grandes
- Carlos Alhinho
- Romeu
- Eurico Gomes
- Paulo Futre
- Fernando Mendes
- Emílio Peixe
- Derlei
- Maniche
- Miguel Lopes
- Otto Glória (como treinador)
- Fernando Riera (como treinador)
- Fernando Santos (como treinador)
- Jesualdo Ferreira (como treinador)